# رودر
رودر (به آلمانی: Rodder) یک شهر در آلمان است که در اهرویلر واقع شده‌است. رودر ۲۵۳ نفر جمعیت دارد.